# Björk (libro)
| Título               | Björk                                                       |
| Autora               | Björk                                                       |
| Editorial            | Little-i                                                    |
| Páginas              | 192                                                         |
| Tamaño               | 195 X 230 mm                                                |
| Tapa                 | Tela                                                        |
| Idiomas              | Inglés francés alemán italiano japonés                      |
| Fecha de publicación | Agosto- septiembre de 2001 excepto Japón: noviembre de 2001 |

Björk es un libro de 192 páginas publicado por la cantante y compositora islandesa Björk Guðmundsdóttir que salió al mercado en agosto de 2001 en coincidencia con su álbum Vespertine.
Por este motivo, el libro fue diseñado por una famosa firma francesa de diseño gráfico llamada M/M Paris.
Björk es una representación fotográfica de la creación de un icono cultural en el que se documenta en un viaje personal hasta el estrellato. El libro no sigue una trama cronológica y está acompañado de fotografías especialmente elegidas para ilustrar el proceso creativo.
El libro está dividido en tres secciones:
- Photography: fotografías de Björk tomadas por Nick Knight, Inez Van Lamsweerde y Vinoodh Matadin, Araki, Chris Cunningham, Juergen Teller y Craig McDean, entre otros.
- Words: fragmentos de textos y una entrevista conducida por Björk con su héroe de inspiración: David Attenborough.
- Contributions ('Four Pages for Björk'): una sección en la que cada uno de los colaboradores durante la carrera de Björk. Los contribuidores son: Araki, Anton Corbijn, Chris Cunningham, Nick Knight, Glen Luchford, Craig McDean, Juergen Teller, Sir David Attenborough, Rick Poynor, Philippe Parreno, Won Tchoi, Hussein Chalayan, Michel Gondry, Rei Kawakubo, Graham Massey, Jean Baptiste Mondino, Jeremy Scott, Sjón y Stephane Sednaoui.

- Datos: Q4919676